# Halil Mutlu
Halil Mutlu, nato Halil Aliev (Postnik, 14 luglio 1973), è un ex sollevatore turco di origine bulgara.
Vanta quattro partecipazioni ai Giochi olimpici e 3 medaglie d'oro consecutive conquistate nel Sollevamento pesi. Ha gareggiato nelle categorie dei pesi mosca (fino a 52/54 kg.), dei pesi gallo (fino a 56 kg.) e dei pesi piuma (fino a 62 kg.), vincendo cinque titoli mondiali e nove titoli europei e realizzando un totale di 21 record mondiali.
Nel 2005 venne squalificato per due anni per positività al doping.

## Palmarès

### Olimpiadi
- Oro a Atlanta 1996 (categoria 54 kg)
- Oro a Sydney 2000 (categoria 56 kg)
- Oro a Atene 2004 (categoria 56 kg).

### Campionati mondiali
- Argento a Melbourne 1993 (categoria 54 kg)
- Oro a Istanbul 1994 (categoria 54 kg)
- Argento a Guangzhou 1995 (categoria 54 kg)
- Oro a Lahti 1998 (categoria 56 kg)
- Oro a Atene 1999 (categoria 56 kg)
- Oro a Antalya 2001 (categoria 56 kg)
- Oro a Vancouver 2003 (categoria 62 kg).

### Campionati europei
- Bronzo a Władysławowo 1991 (categoria 52 kg)
- Bronzo a Szekszárd 1992 (categoria 52 kg)
- Oro a Sokolov 1994 (categoria 54 kg)
- Oro a Varsavia 1995 (categoria 54 kg)
- Oro a Stavanger 1996 (categoria 54 kg)
- Oro a Rijeka 1997 (categoria 54 kg)
- Oro a La Coruña 1999 (categoria 56 kg)
- Oro a Sofia 2000 (categoria 56 kg)
- Oro a Trenčín 2001 (categoria 56 kg)
- Oro a Loutraki 2003 (categoria 62 kg)
- Oro a Lignano Sabbiadoro 2008 (categoria 56 kg).